# Louis Van den Broeck
Louis Théodore Van den Broeck (Willebroek, 1 april 1834 - Antwerpen, 9 maart 1919) was een Belgisch politicus van de Meetingpartij.

## Levensloop
Van den Broeck was een zoon van Louis-Joseph Van den Broeck, sluiswachter en burgemeester van Willebroek, en van Catherine De Jonghe. Hij trouwde met Jeanne Nagels.
Na middelbare studies aan het College bij de jozefieten te Melle, vestigde hij zich in 1855 in Antwerpen. Hij werd reder en expediteur in Antwerpen, vanaf 1857 onder de firmanaam Van Maenen - Van den Broeck De twee vennoten verzekerden een stoombootdienst tussen Antwerpen en respectievelijk Zeeland-Rotterdam en  Amsterdam. Na de vrijmaking van de Schelde in 1863 kwamen lijnen bij naar Bayonne en Santander, evenals lichters en stoomboten voor de Rijnvaart. Er kwamen ook bevrachtingen per zeilschip naar Amerika en Australië. Na het verdwijnen van de zeilschepen werden ze vooral scheepsmakelaars, als agenten van grote Nederlandse rederijen zoals de Stoomvaartmaatschappij Nederland, de Koninklijke West-Indische Maildienst en de Koninklijke Hollandse Lloyd. Vanaf 1884 werkte Van den Broeck, samen met zijn zoon Gustave Van den Broeck, onder de handelsnaam Louis T. Van den Broeck et fils.
Van den Broeck werd ook politiek actief. In 1891 volgde hij Jan De Laet op als katholiek volksvertegenwoordiger, verkozen als vertegenwoordiger van de Nederduitsche Bond op de lijst van de Meetingpartij voor het arrondissement Antwerpen en vervulde dit mandaat tot in 1906. Hij behoorde tot de parlementsleden die hun tussenkomsten in het Nederlands deden en hun wetsvoorstellen in het Nederlands indienden, hoewel ze in die taal niet ontvankelijk werden verklaard. Van 1895 tot 1903 was hij eveneens gemeenteraadslid van Antwerpen. Zijn interpellaties in het parlement en de Antwerpse gemeenteraad gingen vooral over problemen betreffende de Haven van Antwerpen en hij kwam ook voor de Vlaamse taalrechten.
Hij was actief in de Antwerpse ondernemingswereld, als bestuurder van:
- Société des Aciéries d'Anvers,
- Société La Plumbaria,
- Société des Hauts Fourneaux d'Anvers,
- Société des Tôleries d'Anvers,
- Union Métallurgique d'Hoboken,
- Ateliers du Kattendijk.

Verder was hij ook:
- voorzitter van de Nederduitsche Bond,
- lid van de Commissie voor Handel en Openbare Werken in Antwerpen,
- bestuurder van de Hulp- en Voorzorgskas voor zeelieden varende onder Belgische vlag.